# Nostra terményraktár
A Nostra terményraktár Kaposváron, a Cseri út belváros felőli végénél állt, a vasútvonal mellett. Az 1930-as években építtette a Nostra Gabonaforgalmi Vállalat.  A munkálatok ellen sokan tiltakoztak, mivel azok egykori vár még megmaradt romjai felett zajlottak. A rendszerváltás után idővel elhagyatottá vált az épület, csupán hajléktalanok laktak benne. A kaposvári önkormányzat végül megvásárolta a területet, és 2015. májusában  elindította a bontási folyamatokat. Először a kisebb épületek tűntek el,  2019-re pedig magát az ikonikus terményraktárat is elbontották.

## Leírása

### Nostra
Ötszintes, vasbeton vázas, tégla körülfalazású, közel 3000 m²-es épület volt.

### Siló
Kilencszintes, vasbeton szerkezetű, toronyszerű épület volt.

## Története
Az 1930-as években romkertet alakítottak ki az egykori vár területének egy darabján. Őket a Nostra Gabonaforgalmi Vállalat követte, akik 1931-ben felépíttették a Nostrát. A munkálatok idővel folytatódtak, ezzel pedig tovább károsították a vár még megmaradt részeit. 1950-ben silót, 1970-71-ben irodákat építtettek ide, ekkorra az utolsó romok is elpusztultak.